# Hôpital de Tenri
L'hôpital de Tenri (天理よろづ相談所病院 Tenri Yorozu Sōdanjo Byōin) est un hôpital international situé dans la ville de Tenri, préfecture de Nara au Japon, fondé dans le cadre de la mission séculière du Tenrikyō. Dans un pays où le système de santé est souvent très spécialisé et le traitement par différentes spécialités croisées rare, l'hôpital de Tenri a créé et développé le premier département de médecine générale.
Construit dans le même style syncrétique que le reste du complexe, il fait partie du complexe oyasato-yakata (en) Tenrikyō autour du Jiba